# رحيم ابو رغيف
رحيم أبو رغيف الموسوي، باحث ومفكر عراقي ولد في بغداد عام 1962م، تخرج من مدارسها ومنها توجه الى الدراسات الدينية في الحوزة العلمية في النجف، يعتبر شخصية دينية قيادية في مجال تحديث الفكر الديني وكاتب في مجال الفلسفة وإعادة قراءة التاريخ، لديه عدة كتب ومنها (قراءة في مذاهب الفلسفة).

## حياته الشخصية
انخرط في حوزة علمية في النجف الأشرف في العام 1982 متزوج وله 8 اولاد 6 ذكور 2 بنتان ثم تعرض لأعتقال لم يدم طويلا  وبعد إطلاق سراحه  اضطر ترك العراق ولم يتاح له كملاذ آمن سوى إيران وقتذاك وهرب الى ايران في العام 1983 حتى نهاية العام 1983 وترك ايران الى سوريا ثم عاد الى العراق وتم اعتقاله في العام 1988واطلق سراحه مع اسرته في نهاية العام  1991 واستأنف دراساته الحوزوية بحوزة النجف في نهاية العام 1992تحت ضغط المتابعة الامنية الصارمة ومارس وظيفته الشرعية والعلمية بين بغداد والنجف الاشرف 

## مؤلفاته
- الدليل الفلسفي الشامل

- الاتجاهات الفلسفية

- قراءة في مذاهب الفلسفة

- وموسوعة فلسفية من 3 أجزاء تحت عنوان الدليل الفلسفي الشامل

- اوطان واديان [4][5][6]